# Montel-de-Gelat
Montel-de-Gelat är en kommun i departementet Puy-de-Dôme i regionen Auvergne-Rhône-Alpes i centrala Frankrike. Kommunen ligger i kantonen Pontaumur som tillhör arrondissementet Riom. År 2022 hade Montel-de-Gelat 417 invånare.

## Befolkningsutveckling
Antalet invånare i kommunen Montel-de-Gelat
| Referens: INSEE |